# A Kogalymavia 9268-as járatának katasztrófája
A Kogalymavia (nemzetközi üzleti nevén Metrojet) orosz légitársaság 7K-9268-as Sarm es-Sejkből Szentpétervárra tartó menetrend szerinti járata 2015. október 31-én a felszállás után 23 perccel eltűnt a radarról. A EI-ETJ lajstromjelű Airbus A321-231-es típusú repülőgép a Sínai-félsziget felett tűnt el a radarok képernyőjéről. A gépen 217 utas (amiből 17 gyermek) és 7 főnyi személyzet tartózkodott. 2015. november 17-én az orosz hírszerzés bejelentette, hogy robbanóanyagot találtak, tehát valószínűleg robbanás okozta a tragédiát. A 9268-as járat katasztrófája Egyiptom eddigi leghalálosabb légi balesete, valamint az orosz repülés történetének legtöbb halálos áldozattal járó katasztrófája; az Airbus A320-as eddigi legtöbb áldozattal járó katasztrófája és 2015 legtöbb halálozással járó légi szerencsétlensége.

## Események

A gép útvonala

A járat helyi idő szerint reggel 6:51-kor szállt fel az egyiptomi Sarm es-Sejk-i nemzetközi repülőtérről. Ezt követően 23 perccel később már nem jelentkezett be a ciprusi légiforgalmi irányítókhoz. A pilóta nem adott le vészjelzést.
Az egyiptomi miniszterelnök az eltűnés után nem sokkal később bejelentette, hogy a gép lezuhant. A baleset óta számos légitársaság döntött úgy, hogy gépeik elkerülik a környéket, többek közt az Air France-KLM, a Lufthansa és az Emirates is. Oroszország is leállította légforgalmát Egyiptomba.

## A lezuhanás oka
Bár az Iszlám Állam (IÁ) a katasztrófa után nyomban bejelentette, hogy tagjai lőtték le az orosz gépet, a vizsgálat során nem találtak külső behatásra utaló nyomokat a roncsoknál. 
Az első szakértői vélemény szerint a gép nagy sebességgel süllyedt, aminek az lehetett az oka, hogy mind a két hajtómű egyszerre leállt. Ennek egy olyan robbanás lehetett a magyarázata, ami a gép törzsét kilyukasztotta. Egy amerikai műhold a katasztrófa pillanatában hővillanást észlelt a helyszínen. A feketedoboz vizsgálata során sem találták nyomát, hogy technikai meghibásodás vagy tűz okozott volna robbanást: a jelzőberendezések azonnal elnémultak, pedig szinte biztosan jeleztek volna valamit, mielőtt leálltak, és a pilóták is szóltak volna, ha nem következik be a hirtelen kabinrobbanás.
Közben kiderült, hogy a sarm-es-sejki repülőtéren hiányos volt a biztonsági ellenőrzés.
A bizonyítékok merényletet valószínűsítettek, amit az orosz kormány is elismert.

## A gép
A balesetet szenvedett EI-ETJ lajstromjelű Airbus A321-231-es típusú repülőgép 1997 májusában teljesítette első felszállását, így már túl volt a 18 éven.

## Az utasok és a személyzet
A gépen összesen 217 utas tartózkodott, közülük 17 gyermek. A személyzet 7 főből állt.

### Személyzet
A gép pilótája Valerij Jurjevics Nyemov volt, aki több mint 12 ezer repült órával rendelkezett, A321-essel 3860 órát repült.

### Az utasok
| Állampolgárság   | Utasok | Személyzet | Összesen |
| ---------------- | ------ | ---------- | -------- |
| Oroszország      | 212    | 7          | 219      |
| Ukrajna          | 4      |            | 4        |
| Fehéroroszország | 1      |            | 1        |
| Összesen         | 217    | 7          | 224      |